# حوادث الطيران
تميز منظمات السلامة الجوية الحوادث على انها الأحداث التي تؤدي إلى خسائر مادية في المعدات والطائرات، والكوارث على انها التي تتسبب في وفايات ضمن طاقم وركاب الطائرة.

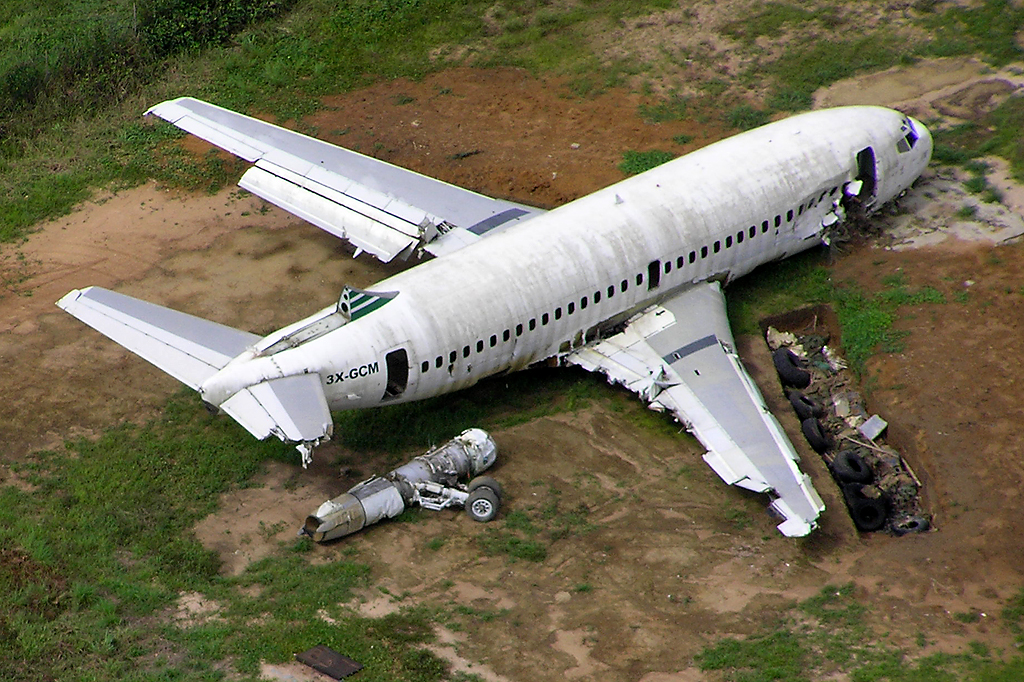
حادثة طائرة بوينغ 737-205، أغسطس 2004

الأحداث التي تتعرض لها طائرات الخطوط الجوية تدخل في تصنيف الكوارث الجوية لأنها تكون مصحوبة في أغلب الأحيان بوقوع ضحايا بشرية.
و يمكن تصنيف هذه الكوارث حسب عدة طرق:
- تحطم الآلة في الجو: التصادم بين طائرتين أو خطأ فني جسيم أو حريق أو عملية إرهابية أو الاعتراض من قبل الدفاعات الجوية للدولة المحلق فوقها.
- تحطم الآلة باصطدامها بالأرض أو «كراش»: خطأ في الملاحة والاصطدام بعائق، حادث ميكانيكي خطير يجبر الطيار على إجراء هبوط اضطراري.
- حادث على الأرض: التصادم بين طائرة في حالة اقلاع أو هبوط بأخرى داخلة في المدرج.

و تبين الدراسات أن في النوعين الأخيرين من الكوارث يكون نسبة النجاة عالية مقارنة بالأنواع الأخرى من الحودث. ويمكن أن تتحطم الطائرة بعد موت كافة أفراد الطاقم والركاب في حال تعطل شامل لأنظمة الضغط والهواء مما يجعل الطائرة تحلق لساعات بنضام الملاحة الأوتوماتيكي ثم تتحطم على الأرض بنفاذ الوقود.
و تصنف أجهزة السلامة أيضا شبه الحوادث أو «نير ميس». وهي تكون في حالة طيران طائرتين في بعد أقل من المسموح به وقيام أحد الطيارين بعملية خطيرة.

## قائمة ببعض حوادث الطيران
هذه قائمة ببعض أهم حوادث الطيران حسب السنين:

### 1973
- 22 يناير - كارثة كانو الجوية كانت رحلة مستأجرة في طائرة من طراز بوينغ 707-3D3C لشركة عالية تحطمت عندما حاولت الهبوط في مطار ملام امينو الدولي في كانو، نيجيريا يوم الأثنين 22 يناير 1973. توفي 176 راكباً في الحادثة التي تعتبر الأسوأ في تاريخ نيجيريا.

### 1975
- 3 اغسطس - كارثة اكادير الجوية طائرة من طراز بوينغ 707-321C تابعة لشركة عالية والتي اصطدمت بجبل عندما بدأت بالهبوط التدريجي بالقرب من مطار انزغاني، اكادير، المغرب. قتل جميع من على متن الطائرة البالغ عددهم 188 وتعتبر أسوأ حادثة تحصل لطائرة من طراز بوينغ 707، والأسوأ في تاريخ المغرب أيضاً.

### 1979
- 13 مارس - الملكية الأردنية الرحلة 600 واجهت الطائرة عاصفة رعدية غير مسبوقة وتحطمت في مطار الدوحة الدولي بعد ارتطامها بالارض وأدى ذلك إلى مقتل 45 شخص من أصل 64 كانوا على متن الطائرة.

### 2004
- 3 يناير - تحطم طائرة مصرية كانت تقل سياحا فرنسيين في طريقها من مدينة شرم الشيخ إلى القاهرة حيث سقطت في البحر الأحمر، وأدى ذلك إلى مقتل 148 شخصا.
- 10 فبراير - كيش للطيران الرحلة 7170 تحطم طائرة فوكر 50 تابعة لجيش الطيران أثناء الهبوط في مطار الشارقة الدولي.

### 2005
- 3 فبراير - تحطم طائرة بوينغ 737 أفغانية في طريقها من هرات إلى كابول العاصمة، وكانت الطائرة قد اصطدمت بالجبال بسبب رداءة الجو، قتل في الحادث 104 اشخاص.
- 14 أغسطس - تحطم طائرة ركاب بوينغ 737 في طريقها من قبرص إلى اليونان. ووفاة 121 راكب.
- 16 أغسطس - تحطم طائرة ركاب نوع ام دي-82 مستأجرة من طيران غرب الكاريبي الكولومبي، في طريقها من بنما إلى مارتينيكيو، أدى تحطمها إلى مقتل 160 راكب على متنها.

### 2012
- 15 مارس - حادث طائرة القوات الجوية النرويجية 2012 طائرة نقل عسكرية من نوع لوكهيد مارتن سي-130 جيه سوبر هركيوليز تابعة للقوات الجوية الملكية النرويجية (بالنرويجية: Luftforsvaret) اصطدمت وتحطمت في الجزء الغربي من جبل كيبنيكايسي في السويد.

### 2014
- 16 فبراير - الخطوط الجوية النيبالية الرحلة 183 كانت رحلة ركاب مجدولة بطائرة من طراز دي هافيلاند كندا دي إتش سي 6 توين أوتر والتي تحطمت في الأدغال بالقرب من مدينة ديكورا التي تبعد 74 كيلومتر من جنوب شرق مدينة بوكارا في 16 فبراير 2014. تم الإبلاغ عن الحطام المشتعل من قبل مروحية مراقبة وأتضح أن الطائرة المنكوبة اصطدمت بهضبة.
- 17 فبراير - الخطوط الجوية الإثيوبية الرحلة 702 كانت رحلة دائمة انطلقت من مطار أديس أبابا الدولي عبر مطار ليوناردو دا فينشي في روما وصولاً إلى مطار مالبينسا في ميلانو بتاريخ 17 فبراير 2014. طائرة البوينغ 767 للخطوط الجوية الإثيوبية اختطفت فوق السودان من قبل مساعد الطيار دون سلاح عندما كانت في مسار الرحلة بين أديس أبابا وروما ثم هبطت في مطار جنيف الدولي في سويسرا. ولم يصب أحد من الركاب أو الطاقم البالغ عددهم 202 بأذى.
- 23 يوليو - تصادم اولسبيرغ الجوي 2014 تصادم جوي حدث فوق بلدة اولسبيرغ، شمال الراين-وستفاليا في ألمانيا خلال عملية تدريب عسكرية تحاكي اعتراض طائرة تجارية فقدت الإتصال الراديوي. إحدى الطائرتين تحطمت مودية بحياة طاقمها المكون من فردين، والطائرة الأخرى هبطت بسلام.
- 10 أغسطس - خطوط سيباهان الجوية الرحلة 5915 كانت رحلة ركاب إقليمية مجدولة من طهران إلى طبس تحطمت وعلى متنها 40 راكب و9 أفراد من الطاقم، سقطت الطائرة بمنطقة سكنية بعد الإقلاع بفترة زمنية قصيرة من مطار مهرآباد الدولي.
- 13 أغسطس - تحطم طائرة في البرازيل أودى بحياة 7 أفراد كانوا على متنها ومن ضمن الضحايا إدواردو كامبوس المرشح الرئاسي عن الحزب الاشتراكي البرازيلي في الانتخابات البرازيلية لعام 2014.